# خلف لمستك
خلف لمستك (بالكورية: 힙하게)؛ هو مسلسل تلفزيوني كوري جنوبي، بطولة لي مين كي، هان جي مين. عرض على قناة جي تي بي سي في 12 أغسطس الى 1 أكتوبر 2023 ، بث كل يومي السبت والأحد الساعة 22:30 بتوقيت (KST). وهو متاح على نتفليكس دوليا.

## القصة
هي قصة عن أناس يعيشون في قرية زراعية ريفية. يحكي قصة طبيبة بيطرية ، تدعى يي-بين ، تتمتع بقدرات نفسية خارقة، والمحقق الشغوف جانغ كيول، اللذان يتشاركان في حل الجرائم البسيطة.

## المشاهدات
| الموسم | الموسم | رقم الحلقة | رقم الحلقة | رقم الحلقة | رقم الحلقة | رقم الحلقة | رقم الحلقة | رقم الحلقة | رقم الحلقة | رقم الحلقة | رقم الحلقة | رقم الحلقة | رقم الحلقة | رقم الحلقة | رقم الحلقة | رقم الحلقة | رقم الحلقة | المتوسط     |
| الموسم | الموسم | 1          | 2          | 3          | 4          | 5          | 6          | 7          | 8          | 9          | 10         | 11         | 12         | 13         | 14         | 15         | 16         | المتوسط     |
| ------ | ------ | ---------- | ---------- | ---------- | ---------- | ---------- | ---------- | ---------- | ---------- | ---------- | ---------- | ---------- | ---------- | ---------- | ---------- | ---------- | ---------- | ----------- |
|        | 1      | 1.288      | 1.475      | 1.348      | 1.603      | 1.194      | 1.706      | 1.306      | 1.646      | 1.556      | 1.942      | 1.840      | 2.030      | 1.597      | 2.254      | 1.671      | 2.328      | ستُعلن لاحقًا |

| الحلقات | تاريخ البث     | تقييمات "نيلسن كوريا" | تقييمات "نيلسن كوريا" |
| الحلقات | تاريخ البث     | على الصعيد الوطني     | سيئول                 |
| ------- | -------------- | --------------------- | --------------------- |
| 1       | 12 أغسطس 2023  | 5.275%                | 5.610%                |
| 2       | 13 أغسطس 2023  | 5.805%                | 6.210%                |
| 3       | 19 أغسطس 2023  | 5.522%                | 5.676%                |
| 4       | 20 أغسطس 2023  | 7.000%                | 7.310%                |
| 5       | 26 اغسطس 2023  | 5.634%                | 5.978%                |
| 6       | 27 اغسطس 2023  | 7.475%                | 7.460%                |
| 7       | 2 سبتمبر 2023  | 5.513%                | 5.702%                |
| 8       | 3 سبتمبر 2023  | 6.956%                | 7.163%                |
| 9       | 9 سبتمبر 2023  | 6.639%                | 7.095%                |
| 10      | 10 سبتمبر 2023 | 8.065%                | 8.134%                |
| 11      | 16 سبتمبر 2023 | 7.950%                | 8.423%                |
| 12      | 17 سبتمبر 2023 | 8.685%                | 9.359%                |
| 13      | 23 سبتمبر 2023 | 7.057%                | 7.517%                |
| 14      | 24 سبتمبر 2023 | 9.618%                | 10.413%               |
| 15      | 30 سبتمبر 2023 | 6.413%                | 7.050%                |
| 16      | 1 أكتوبر 2023  | 9.299%                | 9.250%                |
| المتوسط | المتوسط        | 7.057%                | 7.057%                |

## الانتاج
المسلسل من كتابة لي نام جو الذي شارك في كتابة النور في عينيك (2019)، وكتب جرعة يومية من التفاؤل (2023)، وأنشئ واجب ما بعد المدرسة (2023)، ومن اخراج كيم سيوك ايون من اعماله مسلسل كلية القانون (2021)، مذكراتي التحريرية (2022)، تخطيط وانتاج من قبل استوديوهات جي تي بي سي بتعاون مع الشركة التابعة استوديو فينيكس كمنتج.

## روابط خارجية
- الموقع الرسمي
 (بالكورية)
- خلف لمستك على موقع IMDb (الإنجليزية)
- خلف لمستك على موقع نتفليكس (الإنجليزية)
- خلف لمستك على موقع فيلمافينيتي (الإسبانية)
- خلف لمستك على موقع قاعدة بيانات الفيلم (الإنجليزية)
- خلف لمستك على هانسينما